# Campylopus subannotinus
Campylopus subannotinus är en bladmossart som beskrevs av Thériot och Potier de la Varde 1939. Campylopus subannotinus ingår i släktet nervmossor, och familjen Dicranaceae. Inga underarter finns listade i Catalogue of Life.